# Madama Lucrezia
Madama Lucrezia (romanesco: Madama Lugrezzia) är en skulpturbyst i närheten av basilikan San Marco vid Piazza di San Marco i Rione Pigna i Rom. Tillsammans med Pasquino, Marforio, Abate Luigi, Il Facchino och Il Babuino utgör Madama Lucrezia Roms talande statyer. 

## Beskrivning
Bysten avbildar den egyptiska gudinnan Isis och påträffades i Isis och Serapis tempel. Bysten ansågs dock tidigare föreställa adelskvinnan Lucrezia d'Alagno (1430–1479), som Alfons av Aragonien förälskade sig i.
I likhet med Pasquino, Marforio, Abate Luigi, Il Facchino och Il Babuino fästes tidigare satiriska och smädande texter på Madama Lucrezia; dessa texter häcklade de romerska myndigheterna och påven. Ett exempel är när den av malaria döende påven Gregorius XIV (1590–1591) flyttade till det närbelägna Palazzo Venezia från Vatikanen för att andas friskare luft. Påvens flytt var dock förgäves och han avled inom kort. Nästa morgon satt följande meddelande på Madama Lucrezia: "La morte entrò attraverso i cancelli" ("Döden har gått in genom portarna"). Under Romerska republiken år 1799 kastades Madama Lucrezia till marken och inom kort kunde man läsa meddelandet: "Non ne posso veder più" ("Jag kan inte längre se").
Den så kallade Piè di marmo vid Via di Santo Stefano del Cacco anses härstamma från samma Isis-staty som bysten; även på detta statyfragment sattes emellanåt smädeskrifter.

## Bilder
| - Piè di marmo. |